# .cr
.cr ist die länderspezifische Top-Level-Domain (ccTLD) von Costa Rica. Sie wurde am 10. September 1990 eingeführt und wird von der Abteilung NIC Costa Rica innerhalb der Academia Nacional de Ciencias (etwa Nationale Akademie der Wissenschaften) verwaltet.

## Eigenschaften
Jede natürliche oder juristische Person darf eine .cr-Domain registrieren. Allerdings sehen die offiziellen Vergabekriterien vor, dass Privatpersonen dazu Geburtsdatum und -Ort sowie die Nummer ihres Ausweises der Registrierungsbehörde nachweisen müssen. Unternehmen müssen mindestens die Umsatzsteuernummer angeben, in einigen Fällen kann ein Auszug aus dem Handelsregister verlangt werden.
Zunächst konnten .cr-Domains nur unterhalb spezieller Second-Level-Domains angemeldet werden. Im März 2008 wurde diese Einschränkung aufgehoben, sodass .cr nun direkt verwendet werden kann. Bereits vorhandene Adressbereiche wurden beibehalten und existieren parallel zur Top-Level-Domain weiter, dazu gehören unter anderem:
- .ac.cr für akademische Einrichtungen
- .co.cr für kommerzielle Unternehmen
- .ed.cr für Bildungseinrichtungen
- .fi.cr für registrierte Kreditinstitute
- .go.cr für die Regierung Costa Ricas
- .or.cr für gemeinnützige Organisationen
- .sa.cr für Krankenhäuser